# Sainte-Maure
Sainte-Maure é uma comuna francesa na região administrativa de Grande Leste, no departamento de Aube. Estende-se por uma área de 20,92 km². Em 2010 a comuna tinha 1 973 habitantes (densidade: 94,3 hab./km²).